# Eva Melicharová
| Posities op de WTA-ranglijst Positie per einde seizoen: \| jaar \| rang enkelspel \| rang dubbelspel \| \| ---- \| -------------- \| --------------- \| \| 1989 \| 424 \| 197 \| \| 1990 \| 368 \| 119 \| \| 1991 \| 272 \| 143 \| \| 1992 \| 264 \| 178 \| \| 1993 \| 251 \| 132 \| \| 1994 \| 491 \| 173 \| \| 1995 \| 291 \| 85 \| \| 1996 \| 519 \| 97 \| \| 1997 \| – \| 51 \| \| 1998 \| – \| 91 \| \| 1999 \| – \| 116 \| |                |                 |
| jaar | rang enkelspel | rang dubbelspel |
| 1989 | 424            | 197             |
| 1990 | 368            | 119             |
| 1991 | 272            | 143             |
| 1992 | 264            | 178             |
| 1993 | 251            | 132             |
| 1994 | 491            | 173             |
| 1995 | 291            | 85              |
| 1996 | 519            | 97              |
| 1997 | –              | 51              |
| 1998 | –              | 91              |
| 1999 | –              | 116             |

Eva Melicharová (Tsjecho-Slowakije, 2 februari 1970) is een voormalig tennisspeelster uit Tsjechië. Melicharová was actief in het proftennis van 1989 tot in 2001.

## Loopbaan

### Enkelspel
Melicharová debuteerde in 1989 op het ITF-toernooi van Dubrovnik (Joegoslavië). Zij stond in 1991 voor de enige keer in een finale, op het ITF-toernooi van Valencia (Spanje) – hier veroverde zij haar enige enkelspeltitel, door de Spaanse Cristina Torrens Valero te verslaan.
In 1995 kwalificeerde Melicharová zich voor het eerst voor een WTA-hoofdtoernooi, op het toernooi van Linz, maar zij kwam nooit voorbij de eerste ronde van de, weinige, WTA-hoofdtoernooien waaraan zij deelnam.

### Dubbelspel
Melicharová behaalde in het dubbelspel betere resultaten dan in het enkelspel. Zij debuteerde in 1989 op het ITF-toernooi van Dubrovnik, samen met landgenote Ivana Jankovská. Tot en met 1993 zou Melicharová met niemand anders dan Jankovská samen spelen. Zij stonden een week later meteen al in een finale, weer in Dubrovnik – hier veroverden zij hun eerste titel, door het Australische duo Lily Nejasmic en Mary Nejasmic te verslaan. In de periode 1989–1993 wonnen Melicharová en Jankovská veertien ITF-titels. In het voorjaar van 1994 stopte Jankovská met actief beroepstennis. Melicharová won in het verdere verloop van haar carrière nog tien ITF-titels, de laatste in 1999 in Les Contamines (Frankrijk). Van deze tien won zij zes titels met landgenote Helena Vildová.
In 1990 speelde Melicharová voor het eerst op een WTA-hoofdtoernooi, op het toernooi van Kitzbühel, samen met Ivana Jankovská – zij bereikten er de tweede ronde. In 1991 had zij haar grandslamdebuut, op Roland Garros met Jankovská – zij bereikten er de derde ronde, haar beste resultaat op de grandslamtoernooien.
Melicharová stond in 1996 voor het eerst in een WTA-finale, op het toernooi van Boedapest, samen met landgenote Radka Bobková – zij verloren van het Amerikaanse koppel Katrina Adams en Debbie Graham. In 1997 veroverde Melicharová haar eerste WTA-titel, op het toernooi van Rosmalen, samen met Helena Vildová, door het koppel Karina Habšudová en Florencia Labat te verslaan. Een maand later won zij nog een tweede WTA-titel, in Maria Lankowitz, weer met Vildová.
Haar hoogste notering op de WTA-ranglijst is de 47e plaats, die zij bereikte in januari 1998.

#### Gemengd dubbelspel
Melicharová nam enkele malen aan deze discipline deel, in de periode 1997–1999. Haar beste resultaat is het bereiken van de kwartfinale, op het Australian Open 1998, samen met Aleksandar Kitinov uit Noord-Macedonië.

## Palmares
| Legenda                |
| ---------------------- |
| Grandslamtoernooi      |
| Olympische Spelen      |
| Year-End Championships |
| Tier I                 |
| Tier II                |
| Tier III               |
| Tier IV & V            |

### WTA-finaleplaatsen enkelspel
geen

### WTA-finaleplaatsen vrouwendubbelspel
| nr.              | finale     | toernooi            | ondergrond | partner          | tegenstandsters                  | score         |         |
| ---------------- | ---------- | ------------------- | ---------- | ---------------- | -------------------------------- | ------------- | ------- |
| gewonnen finales |            |                     |            |                  |                                  |               |         |
| 1.               | 1997-06-21 | WTA Rosmalen        | gras       | Helena Vildová   | Karina Habšudová Florencia Labat | 6-3, 7-6      | details |
| 2.               | 1997-08-03 | WTA Maria Lankowitz | gravel     | Helena Vildová   | Radka Bobková Wiltrud Probst     | 6-2, 6-2      | details |
| verloren finales |            |                     |            |                  |                                  |               |         |
| 1.               | 1996-05-12 | WTA Boedapest       | gravel     | Radka Bobková    | Katrina Adams Debbie Graham      | 3-6, 6-7      | details |
| 2.               | 1997-02-09 | WTA Linz            | tapijt (i) | Helena Vildová   | Alexandra Fusai Nathalie Tauziat | 6-4, 3-6, 1-6 | details |
| 3.               | 1998-06-20 | WTA Rosmalen        | gras       | Cătălina Cristea | Sabine Appelmans Miriam Oremans  | 7-6, 6-7, 6-7 | details |

### Gewonnen ITF-toernooien enkelspel
| nr. | finale     | toernooi | dotatie | ondergrond | tegenstandster in finale | score    |
| --- | ---------- | -------- | ------- | ---------- | ------------------------ | -------- |
| 1.  | 1991-03-03 | Valencia | $10.000 | gravel     | Cristina Torrens Valero  | 7-5, 6-2 |

### Gewonnen ITF-toernooien dubbelspel
| nr. | finale     | toernooi       | dotatie | ondergrond | partner               | tegenstandsters in finale              | score         |
| --- | ---------- | -------------- | ------- | ---------- | --------------------- | -------------------------------------- | ------------- |
| 1.  | 1989-04-30 | Dubrovnik      | $10.000 | gravel     | Ivana Jankovská       | Lily Nejasmic Mary Nejasmic            | 1-0, opg.     |
| 2.  | 1989-08-13 | Paderborn      | $10.000 | gravel     | Ivana Jankovská       | Olena Brjoechovets Jevgenia Manjoekova | 6-4, 6-2      |
| 3.  | 1989-08-20 | Rebecq         | $10.000 | gravel     | Ivana Jankovská       | Medi Dadoch Svetlana Kriventsjeva      | 6-1, 6-3      |
| 4.  | 1989-10-01 | Mali Lošinj    | $10.000 | gravel     | Ivana Jankovská       | Karin Baleková Jitka Dubcová           | 6-2, 6-2      |
| 5.  | 1989-10-15 | Bol            | $10.000 | gravel     | Ivana Jankovská       | Radka Bobková Petra Kučová             | 6-3, 3-6, 6-2 |
| 6.  | 1989-10-22 | Supetar        | $10.000 | gravel     | Ivana Jankovská       | Agnese Blumberga Svetlana Komleva      | 6-2, 6-3      |
| 7.  | 1990-04-22 | Napels         | $25.000 | gravel     | Ivana Jankovská       | Michaela Frimmelová Réka Szikszay      | 6-3, 6-4      |
| 8.  | 1990-06-10 | Mantova        | $25.000 | gravel     | Ivana Jankovská       | Yayuk Basuki Suzanna Wibowo            | 6-3, 7-5      |
| 9.  | 1992-07-19 | Sezze          | $25.000 | gravel     | Ivana Jankovská       | Justine Hodder Kirrily Sharpe          | 7-6, 5-7, 7-5 |
| 10. | 1993-05-16 | Putignano      | $25.000 | hardcourt  | Ivana Jankovská       | Susanna Attili Elena Savoldi           | 6-3, 6-7, 6-4 |
| 11. | 1993-07-25 | Sezze          | $25.000 | gravel     | Ivana Jankovská       | Laura Montalvo Valentina Solari        | 6-2, 7-5      |
| 12. | 1993-09-26 | Casale         | $25.000 | gravel     | Ivana Jankovská       | Flora Perfetti Francesca Romano        | 6-3, 3-6, 7-6 |
| 13. | 1993-10-03 | Kirchheim      | $25.000 | gravel     | Ivana Jankovská       | Petra Kučová Kateřina Kroupová         | 6-1, 6-7, 6-1 |
| 14. | 1993-12-19 | Přerov         | $10.000 | hardcourt  | Ivana Jankovská       | Rita Kuti Kis Petra Mandula            | 3-6, 7-5, 6-1 |
| 15. | 1994-05-15 | Boedapest      | $25.000 | gravel     | Helena Vildová        | Virág Csurgó Andrea Temesvári          | 6-2, 6-4      |
| 16. | 1995-04-30 | Boedapest      | $75.000 | gravel     | Helena Vildová        | Alexandra Fusai Kristin Godridge       | 6-3, 6-4      |
| 17. | 1995-05-21 | Tortosa        | $25.000 | gravel     | Lenka Němečková       | Estefania Bottini Gala León García     | 6-3, 7-6      |
| 18. | 1995-11-19 | Bad Gögging    | $25.000 | tapijt (i) | Helena Vildová        | Olga Blahotová Jana Macurová           | 7-5, 6-3      |
| 19. | 1995-12-03 | Limoges        | $50.000 | hardcourt  | Helena Vildová        | Eva Martincová Elena Pampoulova        | 6-3, 0-6, 6-4 |
| 20. | 1996-12-15 | Přerov         | $10.000 | tapijt     | Kateřina Kroupová     | Milena Nekvapilová Hana Šromová        | 6-2, 7-6      |
| 21. | 1998-04-12 | Dubrovnik      | $10.000 | gravel     | Helena Vildová        | Blanka Kumbárová Michaela Paštiková    | 5-7, 6-4, 6-4 |
| 22. | 1998-12-20 | Průhonice      | $25.000 | tapijt (i) | Helena Vildová        | Ľudmila Cervanová Magdalena Kučerová   | 4-6, 6-3, 6-4 |
| 23. | 1999-07-17 | Puchheim       | $25.000 | gravel     | Svetlana Kriventsjeva | Kirstin Freye Syna Schmidle            | 6-2, 6-4      |
| 24. | 1999-08-01 | Les Contamines | $25.000 | hardcourt  | Caroline Dhenin       | Giana Gutiérrez Andrea van den Hurk    | 6-4, 6-2      |

## Resultaten grandslamtoernooien
| Legenda | Legenda                          |
| ------- | -------------------------------- |
| g.t.    | geen toernooi gehouden           |
| l.c.    | lagere categorie                 |
| –       | niet deelgenomen                 |
| G       | uitgeschakeld in de groepsfase   |
| 1R      | uitgeschakeld in de eerste ronde |
| 2R      | uitgeschakeld in de tweede ronde |
| 3R      | uitgeschakeld in de derde ronde  |
| 4R      | uitgeschakeld in de vierde ronde |
| KF      | uitgeschakeld in de kwartfinale  |
| HF      | uitgeschakeld in de halve finale |
| F       | de finale verloren               |
| W       | het toernooi gewonnen            |
| w-v     | winst/verlies-balans             |

### Enkelspel
geen deelname

### Vrouwendubbelspel
| toernooi        | 1991 | 1992 |    | 1994 | 1995 | 1996 | 1997 | 1998 | 1999 |
| --------------- | ---- | ---- | -- | ---- | ---- | ---- | ---- | ---- | ---- |
| Australian Open | –    | –    | –  | –    | 2R   | 2R   | 1R   | 1R   |      |
| Roland Garros   | 3R   | –    | 2R | 2R   | 1R   | 1R   | 1R   | 1R   |      |
| Wimbledon       | 1R   | –    | 1R | 1R   | 1R   | 1R   | 1R   | 1R   |      |
| US Open         | 1R   | 1R   | –  | 2R   | 1R   | 1R   | 1R   | 1R   |      |

### Gemengd dubbelspel
| toernooi        | 1997 | 1998 | 1999 |
| --------------- | ---- | ---- | ---- |
| Australian Open | –    | KF   | –    |
| Roland Garros   | –    | 1R   | –    |
| Wimbledon       | 1R   | 1R   | 1R   |
| US Open         | –    | –    | –    |